# A Bahama-szigetek az 1956. évi nyári olimpiai játékokon
A Bahama-szigetek az ausztráliai Melbourne-ben és a svédországi Stockholmban megrendezett 1956. évi nyári olimpiai játékok egyik részt vevő nemzete volt. Az országot az olimpián 2 sportágban 4 sportoló képviselte, akik összesen 1 érmet szereztek.

## Érmesek
| Érem  | Versenyző                         | Sportág    | Versenyszám |
| ----- | --------------------------------- | ---------- | ----------- |
| Bronz | Sloane Farrington Durward Knowles | Vitorlázás | Csillaghajó |

## Atlétika
Férfi
| Versenyző    | Versenyszám | Előfutam | Előfutam | Negyeddöntő | Negyeddöntő | Elődöntő | Elődöntő | Döntő   | Döntő    |
| Versenyző    | Versenyszám | Idő      | Hely.    | Idő         | Hely.       | Idő      | Hely.    | Idő     | Helyezés |
| ------------ | ----------- | -------- | -------- | ----------- | ----------- | -------- | -------- | ------- | -------- |
| Tom Robinson | 100 m       | 10,9     | 4.       | kiesett     | kiesett     | kiesett  | kiesett  | kiesett | kiesett  |
| Tom Robinson | 200 m       | 21,6     | 4.       | kiesett     | kiesett     | kiesett  | kiesett  | kiesett | kiesett  |

## Vitorlázás
Nyílt
| Versenyző                         | Versenyszám | Futam | Futam | Futam | Futam | Futam | Futam | Futam | Pontszám | Helyezés |
| Versenyző                         | Versenyszám | 1     | 2     | 3     | 4     | 5     | 6     | 7     | Pontszám | Helyezés |
| --------------------------------- | ----------- | ----- | ----- | ----- | ----- | ----- | ----- | ----- | -------- | -------- |
| Kenneth Albury                    | Finn dingi  | 226   | 448   | (198) | 703   | 800   | 557   | 448   | 3182     | 9.       |
| Sloane Farrington Durward Knowles | Csillaghajó | 879   | 879   | (481) | 879   | 1180  | 703   | 703   | 5223     |          |